# 蘇格爾格羅夫 (印地安納州)
蘇格爾格羅夫（英語：Sugar Grove）是位於美國印地安納州哈里森縣的一個非建制地區。該地的面積和人口皆未知。